# Producteur musical
Ne doit pas être confondu avec le réalisateur artistique qui est chargé de réaliser le contenu du disque.
Le producteur musical, ou producteur exécutif, est la personne (physique ou morale) qui finance l'enregistrement d'une musique et se rémunère sur son exploitation.

## Historique
Depuis la deuxième moitié du XXe siècle, les producteurs sont de plus en plus des entrepreneurs.
Depuis les années 2000, la démocratisation des home studios et de la musique assistée par ordinateur diminue les coûts de production. De plus, internet permet la diffusion mondiale et la vente en ligne. Ce contexte encourage le développement de l'autoproduction et l'apparition des net labels. Cette nouvelle forme de distribution est critiquée par les majors, Pascal Nègre expliquant l'importance d'« accompagner l'artiste ».

## Description
Le producteur de musique prend à sa charge le financement de la production d'un disque (enregistrement, identité visuelle). Il est ainsi propriétaire des « bandes » et se rémunère grâce aux recettes de leur exploitation (vente, diffusion, etc.).
Typiquement, les responsabilités qui lui sont attribuées sont :
- la recherche, l'encouragement et le développement de nouveaux artistes ;
- l'organisation de l'enregistrement, du marketing et de la promotion ;
- l'établissement de contrats avec les tiers (musiciens, réalisateur artistique, éditeur).

## Types de productions
Le producteur peut être un label discographique qui prend donc également en charge l'édition et la distribution des enregistrements.
L'« autoproduction » désigne le cas où le producteur est l'auteur-compositeur-interprète lui-même.